# Гассон-Гайтс (Пенсільванія)
Гассон-Гайтс (англ. Hasson Heights) — переписна місцевість (CDP) в США, в окрузі Венанго штату Пенсільванія. Населення — 1229 осіб (2020).

## Географія
Гассон-Гайтс розташований за координатами 41°26′55″ пн. ш. 79°40′36″ зх. д. / 41.44861° пн. ш. 79.67667° зх. д. (41.448620, -79.676595).  За даними Бюро перепису населення США в 2010 році переписна місцевість мала площу 3,95 км², уся площа — суходіл.

## Демографія
Згідно з переписом 2010 року, у переписній місцевості мешкала 1351 особа в 575 домогосподарствах у складі 415 родин. Густота населення становила 342 особи/км².  Було 604 помешкання (153/км²).
Расовий склад населення:
| - 98,1 % — білих - 1,0 % — чорних або афроамериканців - 0,5 % — азіатів |

До двох чи більше рас належало 0,3 %. Частка іспаномовних становила 0,7 % від усіх жителів.
За віковим діапазоном населення розподілялося таким чином: 20,6 % — особи молодші 18 років, 57,9 % — особи у віці 18—64 років, 21,5 % — особи у віці 65 років та старші. Медіана віку мешканця становила 48,4 року. На 100 осіб жіночої статі у переписній місцевості припадало 93,8 чоловіків;  на 100 жінок у віці від 18 років та старших — 89,9 чоловіків також старших 18 років.
Середній дохід на одне домашнє господарство  становив 64 716 доларів США (медіана — 56 563), а середній дохід на одну сім'ю — 74 872 долари (медіана — 69 948). Медіана доходів становила 44 750 доларів для чоловіків та 37 826 доларів для жінок. За межею бідності перебувало 11,5 % осіб, у тому числі 18,5 % дітей у віці до 18 років та 6,9 % осіб у віці 65 років та старших.
Цивільне працевлаштоване населення становило 802 особи. Основні галузі зайнятості: освіта, охорона здоров'я та соціальна допомога — 33,9 %, виробництво — 16,3 %, мистецтво, розваги та відпочинок — 9,7 %, роздрібна торгівля — 7,0 %.